# Квалификация преступлений
Квалификация преступлений в уголовном праве —  это точная уголовно-правовая оценка конкретного общественно опасного деяния. Она заключается в установлении точного соответствия между признаками совершëнного общественно опасного деяния и признаками, предусмотренными в нормах уголовного закона.
Квалификацию преступлений осуществляют полномочные на то органы и должностные лица: следователи, дознаватели, прокуроры и судьи. Выделяют также неофициальную квалификацию, которую может осуществлять любой человек.
Юридическим основанием квалификации преступления является его состав (состав преступления).

## Содержание квалификации преступлений
Квалификация преступлений — мыслительный логический процесс, осуществляемый по законам и методами формальной логики. К числу приёмов квалификации как мыслительного процесса относятся дедукция, индукция, анализ, синтез и т. д.
Квалификация преступления является первым этапом применения норм уголовного закона при расследовании конкретного преступления.

## Этапы квалификации преступлений
Квалификация преступлений осуществляется в несколько этапов. К ним относятся:
1. Установление фактических обстоятельств дела
2. Установление конкретной нормы уголовного закона, которая предусматривает ответственность за данное преступление
3. Установление конкретного состава преступления
4. Закрепление результатов квалификации преступления в процессуальном акте

Квалификация проводится на разных этапах уголовного судопроизводства, и её промежуточные результаты закрепляются в соответствующих процессуальных документах и актах (постановление о возбуждении уголовного дела, обвинительный акт, обвинительное заключение и т.п.).

## Значение квалификации преступлений
Правильная квалификация играет важную роль для:
- соблюдения принципа законности;
- правильной оценки степени общественной опасности преступления;
- определения вреда, причиненного преступлением;
- определения справедливого наказания, его вида и размера;
- определения состава преступления и разграничения схожих составов между собой.